# Yang Yu (freestyleskiester)
Yang Yu (4 mei 1991) is een Chinees freestyleskiester.

## Carrière
Bij haar wereldbekerdebuut, in december 2007 in Lianhua Mountain, scoorde Yang direct haar eerste wereldbekerpunten. Op de Aziatische Winterspelen 2011 in Almaty veroverde de Chinese de bronzen medaille op het onderdeel aerials. Op 11 februari 2012 maakte ze, met een vierde plaats in Beida Lake, na ruim vier jaar afwezigheid haar rentree in het wereldbekercircuit. Zes dagen later stond Yang in Kreischberg voor de eerste maal op het podium van een wereldbekerwedstrijd. Op 25 februari 2012 boekte de Chinese in Minsk haar eerste wereldbekerzege.
Op de wereldkampioenschappen freestyleskiën 2017 in de Spaanse Sierra Nevada eindigde Yang als twintigste op het onderdeel aerials.

## Resultaten

### Wereldkampioenschappen
| Jaar | Plaats        | Resultaten  |
| ---- | ------------- | ----------- |
| 2017 | Sierra Nevada | 20e Aerials |

### Wereldbeker
Eindklasseringen
| Seizoen   | Algm | AE  |
| --------- | ---- | --- |
| 2007/2008 | 90e  | 22e |
| 2011/2012 | 34e  | 12e |
| 2012/2013 | 23e  | 6e  |
| 2015/2016 | 39e  | 10e |
| 2016/2017 | 62e  | 14e |
| 2017/2018 | 93e  | 21e |

Wereldbekerzeges
| Datum            | Plaats      | Onderdeel |
| ---------------- | ----------- | --------- |
| 25 februari 2012 | Minsk       | Aerials   |
| 19 januari 2013  | Lake Placid | Aerials   |
| 4 februari 2016  | Deer Valley | Aerials   |